# Comité Internacional para la Museología
El ICOFOM, Comité internacional para la museología del Consejo internacional de museos (ICOM) se creó en 1977 por iniciativa de Jan Jelínek a fin de desarrollar la investigación y la reflexión teórica en el seno del campo museal. Este comité que ha llegado a ser uno de los más populares del ICOM se consagra al estudio de los fundamentos teóricos que guían la actividad de los museos en el mundo y, de manera general, al análisis de las diferentes formas bajo las que se puede presentar un museo. Incluye a cientos de museólogos de todo el mundo, organiza un simposio anual y publica, entre otras, la revista ICOFOM Study Series, disponible en línea.

## Génesis
Las actividades del ICOM, iniciadas en 1946, tienen como antecedente otras iniciativas bastante más antiguas, especialmente los simposios profesionales y las publicaciones realizadas por asociaciones nacionales de conservadores (Museums Journal, 1902; Museumskunde, 1905) y, por supuesto, el trabajo de la Oficina internacional de museos (OIM), fundado en 1926. Una parte importante de las investigaciones desarrolladas en el seno de esas asociaciones, como las de los comités internacionales, tenían objetivos relacionados con las preocupaciones específicas de los profesionales de museo. En 1968, en una época en que las formaciones profesionales empiezan a multiplicarse, especialmente en Brno (1963), Leicester (1966) o París (1970), el ICOM pone en marcha un comité para la formación profesional (ICTOP). Por ese entonces el desarrollo de un campo teórico específico ligado al fenómeno museal –por mucho tiempo denominado museografía y después de la Segunda Guerra Mundial museología – no constituye un objetivo buscado por la mayor parte de los profesionales. Sin embargo ese es el camino que interesó particularmente a un cierto número de investigadores y de académicos universitarios en especial los originarios de los países del Este, comenzando por Jan Jelínek, a la sazón director del Museo Antropos de Brno y presidente del ICOM. El ICOFOM fue creado en 1977 en la conferencia general de Moscú; su primer presidente fue Jan Jelínek (Vinoš Sofka le sucede a partir de 1981). Desde esa fecha, podemos afirmar que tres generaciones de museólogos han continuado exitosamente el trabajo del ICOFOM.

## Tres generaciones de museólogos
En la época de la Guerra Fría, la museología se desarrolló especialmente en los países del Este. Desde el principio el ICOFOM proporciona una plataforma internacional única, que reuniendo a los profesionales de ambos lados de la Cortina de Hierro procura que la museología se constituya en una disciplina autónoma: un desafío de gran importancia sobre todo para los países signatarios del Pacto de Varsovia, porque sin ese requisito la museología no podía ser impartida en los claustros universitarios. Figuras emblemáticas de la museología, como Georges Henri Rivière, cuya obra continúa André Desvallées, en Francia, trabajaron de manera conjunta con los museólogos más influyentes de los países del Este, entre quienes debemos mencionar a Avram Razgon (URSS), Klaus Schreiner (RDA), Jiri Neustupny (Checoslovaquia), Joseph Benes (Checoslovaquia), Wojciech Gluzinski (Polonia), y sobre todo Zbyněk Stránský (Checoslovaquia). El objetivo explícitamente declarado por el ICOFOM, y animado de manera particularmente dinámica por Sofka, buscaba definir las diferentes corrientes de la museología en todo el mundo, y también desarrollar esta disciplina aportándole carácter científico en el ámbito académico. Desde los inicios este abordaje, esencialmente teórico, va a confundir a numerosos investigadores más pragmáticos, como George Ellis Burcaw, autor de un influyente manual en los Estados Unidos. El clima de la guerra fría que continúa hasta ese momento no contribuye a fortalecer los lazos entre las partes. En cambio numerosos investigadores latinos, particularmente de América Latina, como Waldisa Russio, son seducidos por este enfoque.
Es así que surgen definiciones más amplias de la museología, en donde el objeto de estudio va más allá del museo, ya que esta forma institucional es relativamente reciente y lo que les interesa a los museólogos se basa en cierta actitud específica que ha dado lugar a la formación de los museos y también a los gabinetes de curiosidades o en el futuro a nuevas formas relacionadas con las tecnologías digitales, (Museo virtual|cibermuseos): «la museología es una ciencia que estudia la relación específica del hombre con la realidad y que consiste en la colecta y la conservación, consciente y sistemática y en la utilización científica, cultural y educativa de objetos muebles (sobre todo tridimensionales), inanimados, materiales, que documentan el desarrollo de la naturaleza y de la sociedad y «el museo es una institución que aplica y realiza la relación específica hombre-realidad», sugiere la museóloga checoslovaca Anna Gregorová en 1980. Es desde esa perspectiva y para reflejar más precisamente la actividad específica que constituye la presentación de un objeto en el museo – un fenómeno muy particular, no lejos de la sacralidad- que se desarrollan conceptos específicos, tales como musealización (la acción tendiente a poner un objeto en el contexto museal) y musealidad (el valor especial que determina ese gesto o acción). El museólogo checo Zbyněk Stránský va a jugar un rol preponderante no sólo a través de su gran compromiso con el ICOFOM, también a través de la Escuela Internacional de Museología de Verano (ISSOM) que pone en marcha en Brno en 1987.
A esta primera generación de investigadores, liderada durante ocho años por Vinos Sofka, se va agregar una segunda, más diversificada, de la que podemos recordar los nombres de Peter van Mensch (Países Bajos), que sucede a Sofka como presidente de ICOFOM y que es autor de una tesis sobre museología como disciplina científica defendida en 1972 : Towards a methodology of museology (Hacia una metodología de la Museología),  Ivo Maroévić (Croacia), Bernard Deloche y Mathilde Bellaigue (Francia), Martin Schaerer (Suiza),  también Teresa Scheiner (Brasil), Tomislav Šola (Croacia) y Nelly Decarolis (Argentina). Alpha Oumar Konaré, quien fuera un miembro muy dedicado a nivel del desarrollo de la nueva museología, ha conocido un destino particularmente destacable, llegando a ser no sólo Presidente de ICOM, también presidente de Mali.
Es de esta época que datan algunas definiciones más amplias del fenómeno museal, debemos recordar particularmente la que debemos a Judith Spielbauer: “El museo es un medio, no un fin.  Sus fines han sido puestos de manifiesto de diversas maneras. Incluyen la intención de favorecer la percepción individual y la interdependencia de los ámbitos naturales, sociales y estéticos, al ofrecer información y experiencia y al facilitar la comprensión de uno en contexto y de uno gracias al contexto, y también la diseminación de conocimientos, la mejora de la calidad de vida y la preservación para las generaciones futuras».
Entre la segunda y la tercera generación un grupo de museólogos formados académicamente por los más conspicuos representantes de las generaciones anteriores, entre los que se destaca François Mairesse, abren nuevos rumbos y ofrecen posibilidades a jóvenes académicos.
Y así llegamos a una tercera generación (formada por las generaciones precedentes del ICOFOM) que progresivamente van asociándose al trabajo de estos investigadores: se trata de Wanchen Chang (Taiwán), Anna Leshchenko (Rusia) y Bruno Brulon Soares (Brasil). Ellos comparten un visión global de la museología que tiene como fundamento la reflexión sobre el desarrollo de los museos en el mundo y sobre los valores que condicionan el trabajo museal. Durante alrededor de tres décadas la institución museo ha experimentado transformaciones considerables ya sea por el predominio de intereses económicos que ha ido tomando fuerza en diferentes países, por la relación con las colecciones que no cesa de metamorfosearse y sobre todo por el desarrollo de las tecnologías digitales cuyo influencia contribuye a la transformación de nuestra manera de percibir el mundo. Importa entonces comprender esos fenómenos y prepararse, a la luz de esos acontecimientos, la posible evolución del propio museo.

## La museología en la actualidad y el trabajo del ICOFOM
En la actualidad, la museología - así como la concibe el ICOFOM – se define como «el conjunto de tentativas de teorización o de reflexión crítica vinculadas con el campo museal».
Esta visión, decididamente amplia, resume las corrientes, a veces antagónicas que sustentan los pensadores de museos del mundo entero, estamos hablando de Benjamin Ives Gilman, de Georges Brown Goode, de John Cotton Dana y de Joseph Veach Noble, y más recientemente de Duncan F. Cameron, de Neil Postman, de Georges Henri Rivière, de Zbyněk Stránský, d’André Desvallées, de Hugues de Varine, de Stephen Weil y de Roland Arpin. Es un trabajo de investigación y de síntesis que el ICOFOM ha emprendido, intentando presentar un inventario de las diferentes maneras de concebir el museo y la museología y de analizar a través de esa síntesis las tendencias de este vasto movimiento de transformación del sector. La mayor parte de los investigadores activos, en el seno del ICOFOM, desarrollan una carrera académica en universidades, después de haber llevado a cabo una parte o toda su carrera en museos. Actualmente contamos con más de 700 miembros en este comité, de los cuales un 60% provienen de países europeos y más del 20% de América Latina.
Desde sus comienzos, las publicaciones han representado una parte importante de las actividades del ICOFOM. A los primeros números de los Museological Working papers, publicados en 1980 y 1981, le han sucedido los ICOFOM Study Series (ISS), que totalizan miles de páginas publicadas también en línea en el sitio del ICOFOM. De manera general los ISS incluyen los trabajos escritos presentados en los simposios del ICOFOM. Desde 2007, mediante un procedimiento de referato (évaluation par les pairs o per review) viene llevándose a cabo por el comité de redacción del ICOFOM.
También se han editado un cierto número de publicaciones de síntesis: Vers une redéfinition du musée (Hacia una redefinición de museo) se editó en 2007 en el marco de la reflexión sobre la nueva definición de museo del ICOM. Más recientemente (2010) los Conceptos claves de museología disponible en la web del ICOM y ya traducido a ocho idiomas, y también el Dictionnaire encyclopédique de muséologie (Diccionario Enciclopédico de Museología) publicado por el ICOFOM bajo la dirección y compilación de André Desvallées y François Mairesse, aparecido en 2011 y que es le fruto de una labor iniciada en 1993 en el seno del comité.

## Lista des Presidentes del ICOFOM
- Jan Jelinek, 1977-1981
- Vinoš Sofka, 1981-1989
- Peter van Mensch, 1989-1993
- Martin Schaerer, 1993-1998
- Tereza Scheiner, 1998-2001
- Hildegard Vieregg, 2001-2007
- Nelly Decarolis, 2007-2010
- Ann Davis, 2010-2013
- François Mairesse, 2013-2019
- Bruno Brulon Soares, 2019-2022
- Karen Brown, 2022-

Vinoš Sofka es presidente honorario del ICOFOM et miembro de honor del ICOM.
André Desvallées es consejero permanente del ICOFOM y miembro de honor del ICOM.